# Mobile Suit Gundam 00
Mobile Suit Gundam 00 (Japans: 機動戦士ガンダム00 Kidō Senshi Gandamu Daburu Ō) is een Japanse anime-televisieserie die vanaf oktober 2007 tot eind maart 2009 in Japan werd uitgezonden. Het is een serie uit de langlopende Gundam-reeks en is geregisseerd door Seiji Mizushima, bekend van het succesvolle Fullmetal Alchemist. De muziek in de serie is verzorgd door Kenji Kawai. De serie is net als veel voorgaande titels uit de reeks geproduceerd door de Japanse animatiestudio Sunrise.

## Verhaal
Het is het jaar AD 2307 wanneer fossiele brandstoffen geheel zijn uitgeput en de mensheid zich eindelijk volledig richt op zonne-energie. Tot dit doeleinde bestaat er een drietal grootschalige zonne-energiesystemen die de mensheid moeten voorzien van deze energiebron. Ieder van hen is in het bezit van een van de drie grootmachten op Aarde: de Unie (gevormd door de voormalige Verenigde Staten), de Menselijke Reformisten Alliantie (gevormd door Rusland, China en India) en ten slotte de AEU, die een toekomstige versie is van de huidige EU. Deze grootmachten gebruiken hun energiebronnen voornamelijk voor eigen belang en landen die niet aangesloten zijn bij de grootmachten kunnen over het algemeen niet de voordelen plukken van de systemen. Als gevolg hiervan bestaat er veel woede onder de Aardbevolking, hetgeen leidt tot allerlei kleinschalige conflicten en zelfs volledige oorlogen. Om deze wijdverspreide conflicten ten einde te brengen verschijnt een mysterieuze non-profitorganisatie op het toneel, genaamd Celestial Being. Dit doel pogen zij te bewerkstelligen door een viertal humanoïde wapens in te zetten, zogenaamde Gundams. Deze Gundams worden bestuurd door getalenteerde jonge piloten, aangeduid als Gundam Meisters. Dit viertal wordt gevormd door Setsuna F. Seiei, Lockon Stratos, Allelujah Haptism en Tieria Erde.

## Productie
Details over de productie van de serie zijn naar voren gekomen in enkele interviews met de regisseur, gehouden door Japanse anime-gerelateerde tijdschriften als Newtype en Animage. Zo leren de interviews ons dat de titel Gundam 00 aanvankelijk slechts een werktitel was die is blijven hangen. Opmerkelijk aan de serie is dat zij zich in de toekomst van onze eigen kalender afspeelt, waar eerdere series uit de reeks ieder een eigen kalender hanteerden, zoals de Universal Century. De reden hiervoor is simpelweg dat regisseur Mizushima niet bekend genoeg is met eerder Gundam-materiaal en de serie graag verbindt met onze realiteit. Ook heeft Mizushima door laten schemeren dat de Gundams uit de serie beduidend krachtiger zullen zijn in vergelijking met de meer simpele vijandelijke mobile suits, iets wat we eerder ook zagen in Gundam Wing.

## Gundam Meisters
| Personage         | Gundam                | Stem (Japans)    |
| ----------------- | --------------------- | ---------------- |
| Setsuna F. Seiei  | GN-001 Gundam Exia    | Mamoru Miyano    |
| Lockon Stratos    | GN-002 Gundam Dynames | Shinichiro Miki  |
| Allelujah Haptism | GN-003 Gundam Kyrios  | Hiroyuki Yoshino |
| Tieria Erde       | GN-005 Gundam Virtue  | Hiroshi Kamiya   |

## Mobile suits
Buiten de vier Gundams van de hoofdpersonages is inmiddels ook informatie bekend over enkele vijandelijke mobile suits. Dit zijn humanoïde gevechtsrobots die als oorlogswapens gebruikt worden en in de verre toekomst conventioneel wapentuig als tanks grotendeels vervangen hebben.
| Factie | Type                         | Ontworpen door  |
| ------ | ---------------------------- | --------------- |
| Union  | SVMS-01 Union Flag           | Hitoshi Fukuchi |
| AEU    | AEU-09 Enact                 | Hitoshi Fukuchi |
| AEU    | AEU-09 Enact MP-type         | Hitoshi Fukuchi |
| MRA    | MSJ-06II-A Tieren            | Kenji Teraoka   |
| MRA    | MSJ-06II-E Tieren Space Type | Kenji Teraoka   |